# Amanda Tapping
Amanda Tapping (født 28. august 1965) er en engelsk født canadisk skuespiller, bedst kendt for sin rolle som Samantha Carter i science fiction-serien Stargate SG-1 og Sanctuary.